# 平州
平州，中国西晋时设置的州。

## 历史
东汉时于东北方仅设幽州；汉献帝时，公孙度自称为平州州牧。三国曹魏景初二年（238年）分辽东郡、昌黎郡、玄菟郡、带方郡、乐浪郡五郡为平州，治所在襄平（今辽宁省辽阳市），之后又合并为幽州。
西晋咸宁二年十月（276年）（一说泰始十年二月（274年）），分昌黎、辽东、玄菟、带方、乐浪等郡国五郡置平州。统县二十六，户一万八千一百。永嘉之祸后到十六国时期，被慕容氏诸燕占据。313年，高句丽攻陷乐浪郡後，东夷校尉将平州迁至辽西的昌黎郡。
北魏灭北燕後，辖辽西、北平二郡。

## 平州刺史
晋朝
- 傅询（274年－277年）
- 鲜于婴（280年－285年）
- 何龛（286年－291年）
- 李臻（302年－309年）
- 封释（310年－311年）
- 崔毖（312年－319年）
- 裴嶷（320年）
- 慕容廆（320年－333年）
- 慕容仁（自称，333年 - 335年）
- 慕容皝（333年－348年）
- 慕容儁（349年 - 352年）

前燕
- 慕容垂（358年任命）

前秦
- 劉特（357年）
- 石越（380年任命）
- 苻冲（384年任命）
- 王兗（385年任命）

北魏
- 拓跋嬰文（436年）
- 拓跋浑（437年－443年）
- 王䐗（453年－458年）
- 常英（466年－470年）
- 李贵丑（477年）
- 薛道标（478年－481年）
- 薛真度（486年－493年）
- 崔景徽（498年－500年）
- 李彦（508年－511年）
- 元匡（519年－521年）
- 王买奴（525年－526年）
- 崔长文（529年）
- 曹明元（530年）[4]